# Papilio demodocus
A Papilio demodocus a rovarok (Insecta) osztályának lepkék (Lepidoptera) rendjébe, ezen belül a pillangófélék (Papilionidae) családjába tartozó faj.

## Előfordulása
A Papilio demodocus előfordulási területe a Szahara sivatagtól délre fekvő, úgynevezett Fekete-Afrika, valamint a Szokotra sziget.

## Alfajai
- Papilio demodocus demodocus - Fekete-Afrika
- Papilio demodocus bennetti Dixey, 1898 - Szokotra

## Szaporodása
Mivel a trópusokon él, a szóban forgó pillangófaj évente akár három nemzedéket is hozhat. A nőstény a petéit citrusformák (Citroideae) leveleire rakja le. Hat nap múlva kikelnek a kis lárvák. A lárva színe fekete és sárga mintázatú, fehér tüskékkel; a madarak ürülékét próbálja utánozni. Amikor eléri a 10-15 milliméteres hosszúságot, hernyóvá alakul át. A hernyó akár 45 milliméteres is lehet; színezete zöld fehér vagy rózsaszín foltozással; belőle egy narancssárga, szétágazó képződmény nő ki, ami büdös szagot áraszt. A hernyó bebábozódik és 2-3 hét után előbújik az imágó. Az imágó alapszíne fekete, sárgásfehér mintázattal; továbbá vörös és kék szemfoltokkal.
A petét, hernyót és bábot számos élősködő darázsfaj és félfedelesszárnyú támadja.

## Képgaléria

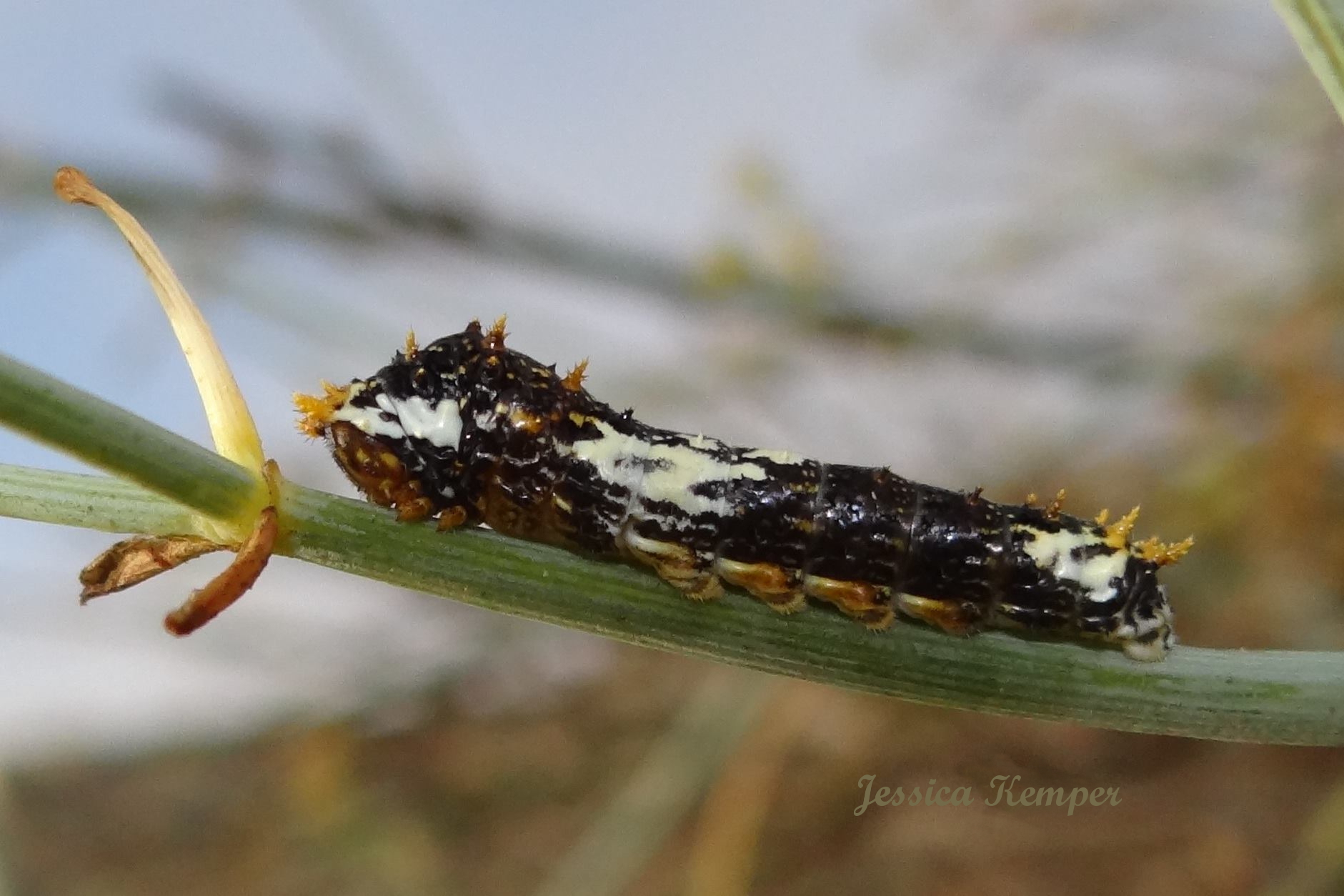
Lárva
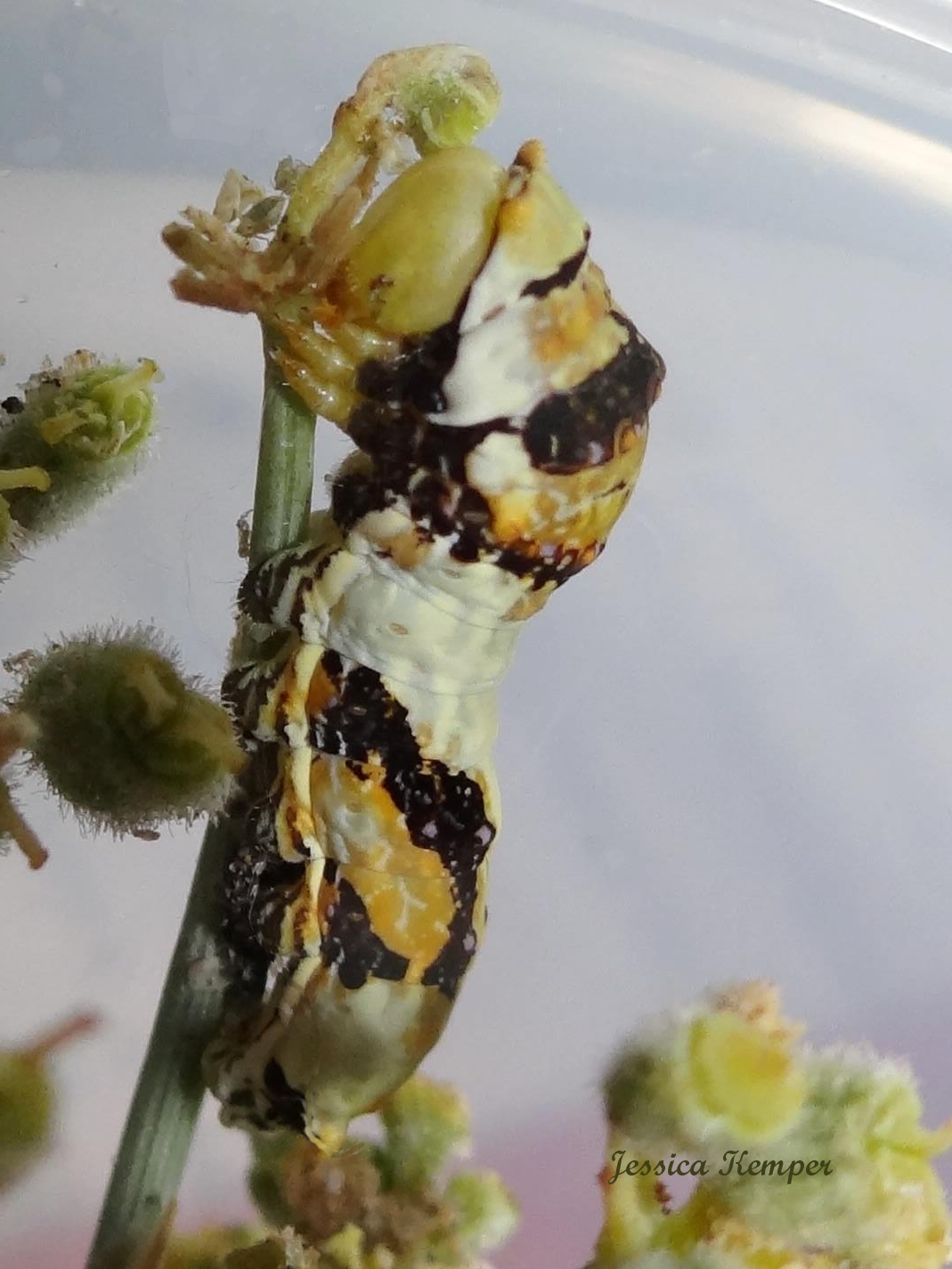
Hernyó
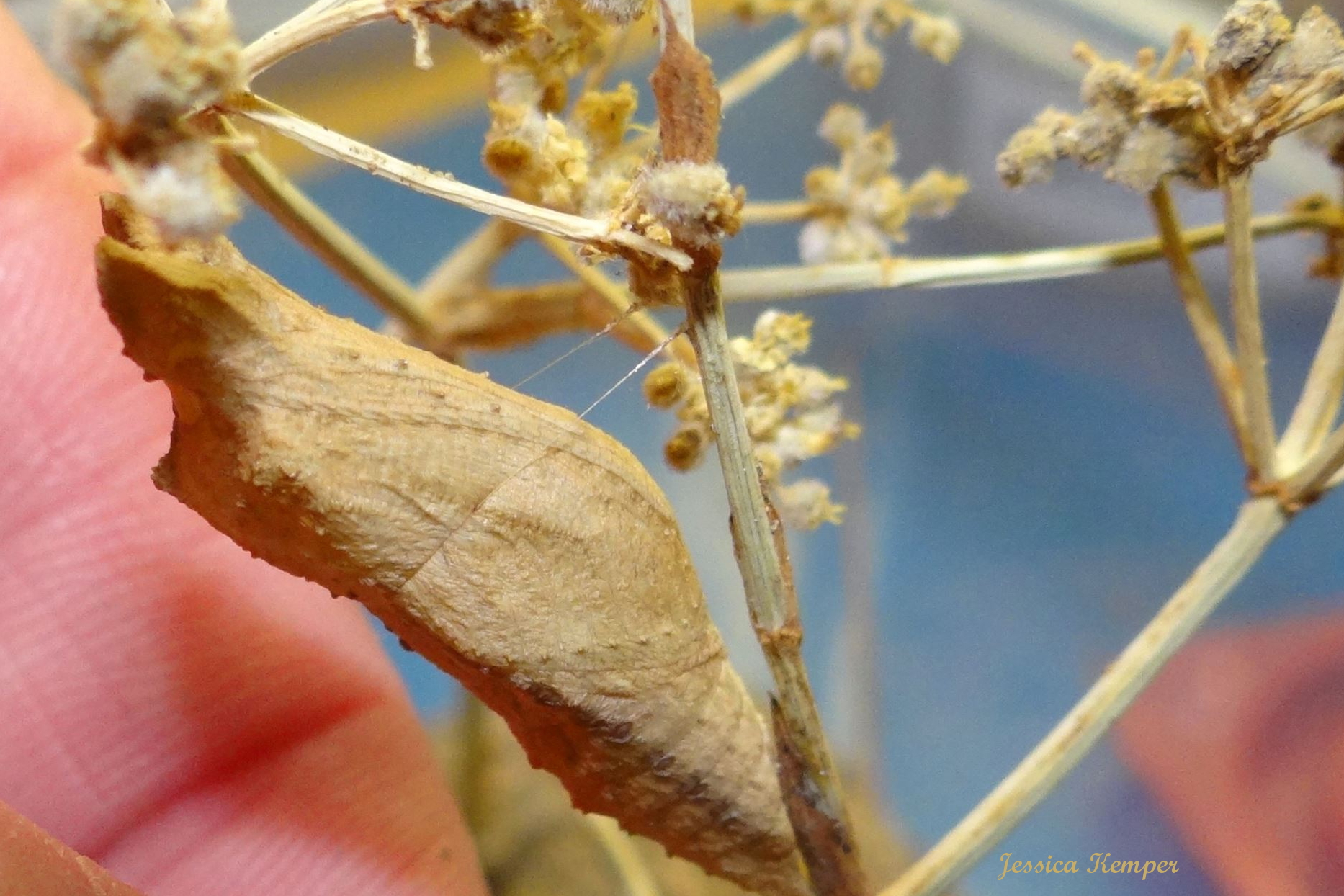
Báb
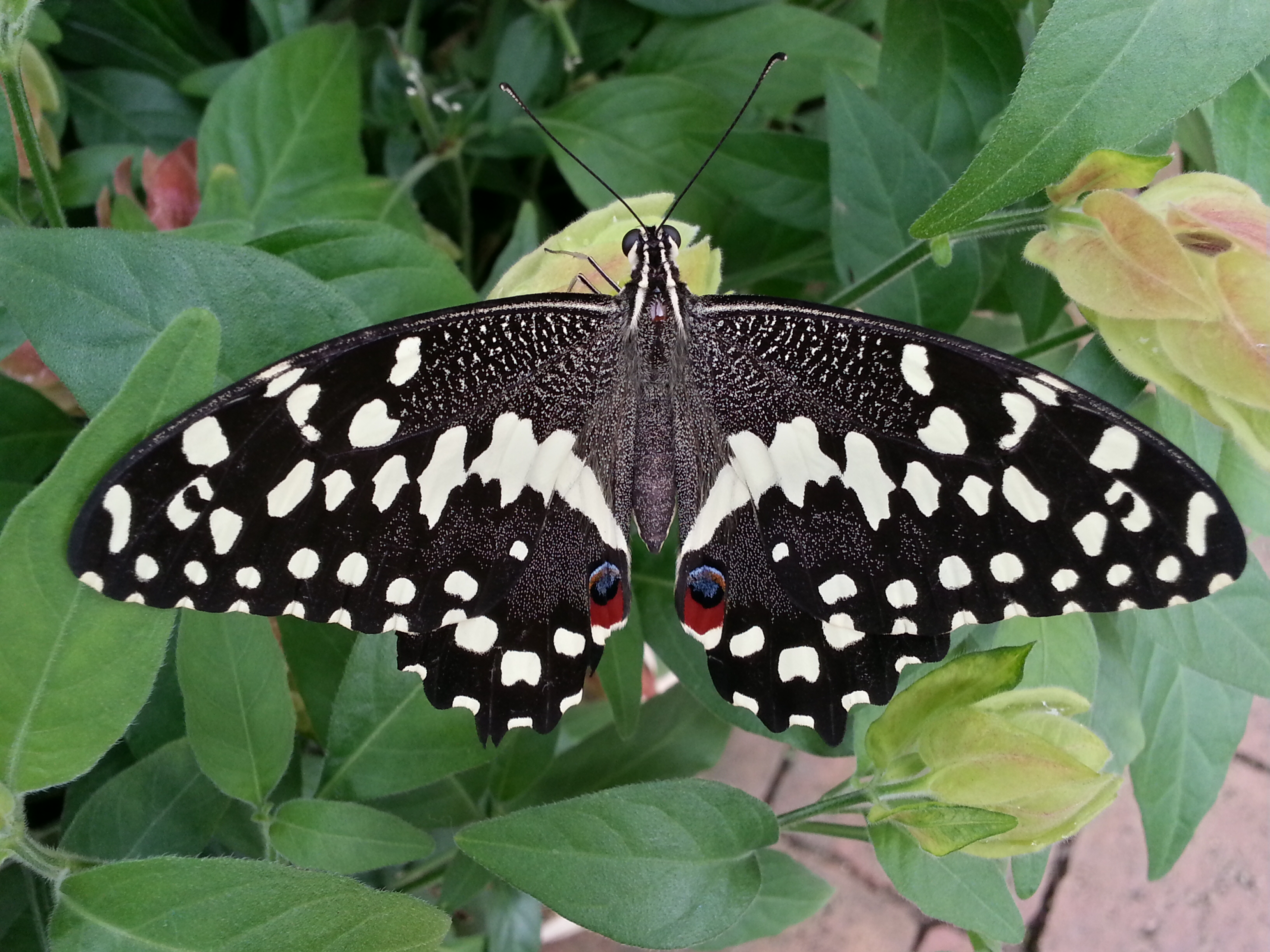
Imágó felülről
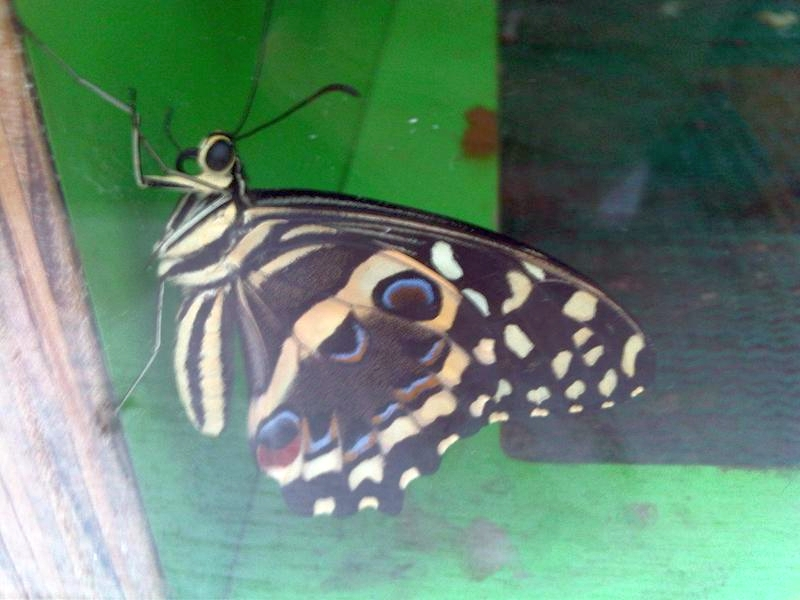
A szárnyának alsó fele

## Fordítás
- Ez a szócikk részben vagy egészben  a   Papilio demodocus című angol Wikipédia-szócikk ezen változatának fordításán alapul.  Az eredeti cikk szerkesztőit annak laptörténete sorolja fel. Ez a jelzés csupán a megfogalmazás eredetét és a szerzői jogokat jelzi, nem szolgál a cikkben szereplő információk forrásmegjelöléseként.